# Drots
Drots oppure riksdrots era una carica politica medievale che ebbe larga diffusione in Scandinavia, in particolar modo in Svezia. La carica corrispondeva grosso modo a quella del Siniscalco in Europa e il titolare entrava di diritto nel Riksråd.

## Etimologia
La parola deriva dall'antico svedese drotzet e dal gotico drotseti. L'etimologia di questi termini è, tuttavia, poco chiara. Un'ipotesi sarebbe la provenienza dei termini dal basso tedesco medio. In tal caso potrebbe avere dei legami con il termine germanico Druhtinaz che indicava il combattente, il guerriero.

## Storia
Il termine compare per la prima volta nelle fonti norvegesi della prima metà del XIII secolo e indicava il cuoco della corte reale. In Svezia, il termine è impiegato per la prima volta in un manoscritto del 1276 e si riferisce già all'importante carica politica. Durante il regno di Birger Magnusson la corte era formata da duchi a cui corrispondevano ciascuno un drots.
Nel XIV secolo questa carica diventò così importante nei paesi scandinavi da essere seconda solo a quella del re. Quando per qualche motivo il re non poteva esercitare il suo potere o era minorenne, toccava al Drots gestire il regno in sua vece. In altri periodi, invece, il drots, era il rappresentante del re per quanto riguardava l'amministrazione della giustizia. 
In virtù della loro posizione sociale, essi accumularono spesso un enorme potere in periodi di assenza del re (come accadde ad esempio a Bo Jonsson). Dopo la sua morte nel 1386 non venne eletto più nessun drots. Eric di Pomerania, durante l'Unione di Kalmar fu costretto ad ordinare che in assenza del re il potere passasse nelle mani della regina consorte.
Con il re Giovanni III di Svezia nel 1569, la carica tornò in auge con la nuova denominazione di riksdrots. Tuttavia, in questo periodo, la carica era solamente un titolo onorifico, senza nessun potere reale. Quando poi, nel 1614, fu fondata la Corte d'appello svedese, si decise che il Drots ne diventasse di diritto presidente in virtù delle antiche funzioni giudiziarie connesse a questa carica. Carlo XI di Svezia cambiò infine, ancora una volta, il nome della carica in Kunglig majestäts drots (Drots di Sua Maestà il Re)
Il titolo fu soppresso nuovamente quando Magnus Gabriel De la Gardie fu deposto dall'incarico(1684). Fu recuperato, poi, per poco tempo (dal 1787 al 1809) da Carl Axel Wachtmeister.
Dal 1809 in poi tale carica è confluito in quello di ministro della giustizia, almeno per quanto riguarda il governo svedese

## Drots del Regno di Svezia
| Nome                           | Immagine               | Nascita           | Inizio carica                      | Fine mandato               | Morte             |  |
| ------------------------------ | ---------------------- | ----------------- | ---------------------------------- | -------------------------- | ----------------- |  |
| Magnus Ragvaldsson             |                        | NC                | 1276                               | NC                         | NC                |  |
| Abjörn Sixtensson              |                        | NC                | 1302 drots sotto Re Erik Magnusson | 17 maggio 1304 oppure 1307 |                   |  |
| Abjörn Sixtensson              |                        | 8 gennaio 1307    | 1310                               | 1310                       |                   |  |
| Knut Jonsson                   |                        | NC                | 1311                               | 1314                       |                   |  |
| Johan von Brunkow              |                        | NC                | 1314                               | estate 1318                | 1º novembre 1318  |  |
| Mats Kettilmundsson            |                        | NC                | 27 giugno 1318                     | 25 novembre 1319           | 11 maggio 1326    |  |
| Knut Jonsson                   |                        |                   | 1322                               | 1333                       | 1347              |  |
| Gregers Magnusson              |                        | NC                | 1330                               | 1330                       | NC                |  |
| Nils Turesson                  |                        | NC                | 1344                               | 1351                       | 1364              |  |
| Bo Jonsson                     | Ätten Grips vapensköld | 1335              | 1371                               | 20 agosto 1386             | 20 agosto 1386    |  |
| Krister Nilsson                |                        | 1365 circa        | 1435                               | 29 aprile 1442             | 29 aprile 1442    |  |
| Per Brahe il Vecchio           |                        | Maj 1520          | Gennaio 1569                       | 1590                       | 1º settembre 1590 |  |
| Nils Göransson Gyllenstierna   |                        | 1526              | Luglio 1590                        | 1595                       | Ottobre 1601      |  |
| Mauritz Stensson Leijonhufvud  |                        | 10 settembre 1559 | 1602                               | 23 novembre 1607           | 23 novembre 1607  |  |
| Magnus Brahe                   |                        | 25 settembre 1564 | 1612                               | 4 marzo 1633               | 4 marzo 1633      |  |
| Gabriel Gustafsson Oxenstierna |                        | 15 giugno 1587    | 13 giugno 1634                     | 27 novembre 1640           | 27 novembre 1640  |  |
| Per Brahe il Giovane           |                        | 18 febbraio 1602  | 14 aprile 1641                     | 12 settembre 1680          | 12 settembre 1680 |  |
| Magnus Gabriel De la Gardie    |                        | 15 ottobre 1622   | 18 settembre 1680                  | 1684                       | 26 aprile 1686    |  |
| Carl Axel Wachtmeister         |                        | 9 maggio 1754     | 12 dicembre 1787                   | 1809                       | 5 aprile 1810     |  |